# بیل هوک
بیل هوک (انگلیسی: Bill Huck؛ زادهٔ ۹ مارس ۱۹۶۵) دوچرخه‌سوار اهل آلمان است.
وی در مسابقات کشوری و بین‌المللی در مجموع برندهٔ ۲ مدال طلا، ۲ مدال نقره شده‌است.